# SLAM!
Pour l’article homonyme, voir Slam.
SLAM! (Sound Lifestyle and More, anciennement SLAM!FM) est une station de radio musicale privée néerlandaise créée en 1996. Sa programmation musicale est essentiellement concentrée sur la musique EDM et house, mais diffuse occasionnellement de la musique en dehors de ces genres, notamment la pop et l'urban. 
La station est diffusée aux Pays-Bas et peut être reçue en FM, DAB+, par Internet et le câble. Le siège social et les studios de SLAM! sont situés à Naarden, en Hollande-Septentrionale. En 2012, SLAM! détenait la plus grande part de marché parmi les jeunes du pays (16,8%).

## Histoire
La station a commencé à diffuser en 1996 sous le nom de New Dance Radio . À l'époque, la chaîne ne pouvait être reçue que par câble et le choix de la musique se composait principalement de musique dance, notamment des genres techno, trance et hardcore. En 2000, la station a été rachetée par le label ID&T, qui l'a rebaptisée SLAM!FM. À l'époque avec Koen van Tijn, Emile van Schaik et Lucas Degen. Un an plus tard, la station a été rebaptisée ID&T Radio et Robin Albers a été embauchée pour diriger la station.
Après la vente aux enchères de fréquences radio en 2003, ID&T Radio est entré en ondes FM en juin de la même année. Initialement, il était diffusé selon l'ancien format, mais à partir de la fin de 2004, les programmes présentés ont également été diffusés et la station a commencé à jouer plus de musique de top 40, que ce soit dans des remix alternatifs pour se conformer aux règles applicables leur lot de fréquences aériennes. Fin 2005, Duncan Stutterheim de ID&T a cédé 66% des parts de la chaîne à Lex Harding et Ruud Hendriks . Le 31 janvier 2005, la station retrouve le nom qu'elle avait déjà entre 2000 et 2001 : SLAM!FM. Et la station devient alors dorénavant principalement axée sur les jeunes.
Le 1er février 2007, la chaîne télévisée SLAM!TV a été fondée. SLAM!TV a pour la diffusion de ses clips le même format musical que sa station sœur SLAM!FM,.
Le 31 août 2015, SLAM!FM change d'identité visuelle et a été rebaptisé en SLAM!, omettant les deux lettres « FM » qui faisaient référence à la modulation de fréquence.
Le 3 octobre 2016, le groupe Talpa Media a vendu SLAM! et SLAM!TV au groupe RadioCorp. SLAM! devient alors la station sœur de la radio 100% NL au sein de RadioCorp.

## Identité visuelle

### Logotype

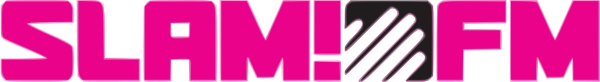
Logo de SLAM! du 31 janvier 2005 à 30 juin 2006
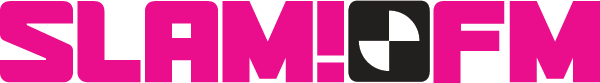
Logo de SLAM! du 30 juin 2006 à 31 août 2015
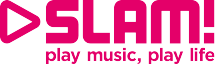
Logo de SLAM! depuis le 31 août 2015

### Slogans
- « Your New Music Station » (2006-2010)
- « The New Music Station » (2010-2011)
- « Power to the Beat » (2011-2015)
- « Play Music, Play Life » (2015-2022)
- « Boost your life » (2022-20??)

## Diffusion
SLAM! peut être capté, sur la bande FM, à l'échelle nationale des Pays-Bas et près de la frontière néerlandaise en Belgique et en Allemagne. SLAM! est également diffusé en radiodiffusion numérique (DAB+) et sur Internet en flux.

## Programmes
Des mix-shows de différents disc jockeys peuvent être écoutés chaque vendredi et samedi de 19 h à 6 h. 
Les disc jockeys ayant des émissions de dance sur SLAM! sont en 2020 : 
- Kris Kross Amsterdam
- Sam Feldt
- Fedde Le Grand
- Oliver Heldens
- Dimitri Vegas & Like Mike
- W&W
- Showtek
- Nicky Romero
- Maurice West
- Mike Williams
- Blasterjaxx
- Firebeatz
- R3hab
- Claptone
- Joris Voorn
- Eelke Kleijn
- Secret Cinema
- Jochem Hamerling
- Franky Rizardo
- Olivier Weiter